# Sorex shinto
Sorex shinto és una espècie de mamífer de la família de les musaranyes (Soricidae). És endèmica del Japó.